# Mathias Ross
Mathias Ross Jensen (* 15. Januar 2001 in Aalborg) ist ein dänischer Fußballspieler. Er war von September 2022 bis Juli 2025 bei Galatasaray Istanbul unter Vertrag und war dänischer Nachwuchsnationalspieler. Für die Spielzeit 2024/25 wurde Ross an Sparta Prag ausgeliehen.

## Karriere

### Verein
Ross begann im Alter von zehn Jahren bei Aalborg KFUM mit dem Fußballspielen und wechselte als U13-Spieler in die Fußballschule von Aalborg BK. Am 2. September 2018 gab er im Alter von 18 Jahren beim 2:2 im Auswärtsspiel gegen Randers FC sein Profidebüt in der Superligaen. War Ross im Punktspielbetrieb während der regulären Saison insgesamt nur zu drei Einsätzen gekommen, kam er dann in der Abstiegsrunde öfters zum Einsatz. Sein Verein qualifizierte sich für die ligainternen Play-offs um die Teilnahme am internationalen Geschäft, scheiterte allerdings an Aarhus GF. In der darauffolgenden Saison kam Mathias Ross dann regelmäßiger zum Einsatz, ehe er dann in der Meisterrunde als Innenverteidiger Stammspieler war. Zudem erreichte er mit Aalborg BK das Finale im dänischen Pokal, wo man gegen SønderjyskE verlor. In den zwei folgenden Saisons war dann Ross nicht mehr aus der Stammelf der Nordjüten wegzudenken; in der Spielzeit 2020/21 konnte sich Aalborg BK über die Abstiegsrunde sich für das ligainterne Entscheidungsspiel um die Teilnahme am internationalen Geschäft qualifizieren, scheiterte allerdings nach Elfmeterschießen an Aarhus GF, in der darauffolgenden Saison waren die Aalborger in der Meisterrunde und qualifizierten sich für die ligainternen Play-offs um die Teilnahme an der Conference League, wo sie an Viborg FF scheiterten.
Im September 2022 wechselte Mathias Ross in die türkische Süper Lig zu Galatasaray Istanbul, kam allerdings für den Verein aus dem europäischen Teil Istanbuls zu keinem Einsatz. In der Sommerpause 2023 wurde er in die niederländische Eredivisie an NEC Nijmegen verliehen. In Nijmegen kam der Abwehrspieler zu 20 Ligaeinsätzen. Im Sommer 2024 folgte eine weitere Leihe zu Sparta Prag.
Während der Saison 2024/25 wechselte Ross leihweise zu Sparta Prag. Im Sommer 2025 wurde sein Vertrag bei Galatasaray aufgelöst.

### Nationalmannschaft
Mit der dänischen U17-Nationalmannschaft nahm Ross an der Europameisterschaft 2018 in England teil. Mit seiner Mannschaft schied er nach der Gruppenphase aus, dabei kam Ross in allen drei Partien zum Einsatz. Seit September 2018 spielte er für die dänische U19. Am 5. Juni 2021 kam er gegen Irland zu seinem ersten U20-Einsatz. Für die dänische U21 absolvierte Ross zwischen 2021 und 2022 drei Spiele.

## Erfolg
- Türkischer Meister: 2023 (ohne Einsatz)

## Familie
Rossens jüngerer Bruder Oliver ist ebenfalls Fußballprofi und steht derzeit bei Aalborg BK unter Vertrag.